# Чернушка (приток Вятки)
Чернушка — река в России, протекает в Белохолуницком и Верхнекамском районах Кировской области. Устье реки находится в 1027 км по левому берегу реки Вятки. Длина реки составляет 47 км, площадь водосборного бассейна 321 км².
Исток реки в северо-западной части обширного болота Лекма в 25 км к северо-западу от посёлка Песковка. Исток находится в Белохолуницком районе, затем река преодолевает часть пути по Верхнекамскому району, в низовьях образует границу Белохолуницкого и Верхнекамского районов. Река течёт на север, всё течение проходит по заболоченному лесу. В среднем течении на берегу небольшой посёлок Черниговский. Приток — Желтуха (правый). Впадает в Вятку в 9 км к северо-западу от посёлка Барановка. Ширина реки перед устьем — 6 метров.

## Данные водного реестра
По данным государственного водного реестра России относится к Камскому бассейновому округу, водохозяйственный участок реки — Вятка от истока до города Киров, без реки Чепца, речной подбассейн реки — Вятка. Речной бассейн реки — Кама.
По данным геоинформационной системы водохозяйственного районирования территории РФ, подготовленной Федеральным агентством водных ресурсов:
- Код водного объекта в государственном водном реестре — 10010300212111100030290
- Код по гидрологической изученности (ГИ) — 111103029
- Код бассейна — 10.01.03.002
- Номер тома по ГИ — 11
- Выпуск по ГИ — 1